# Agave attenuata

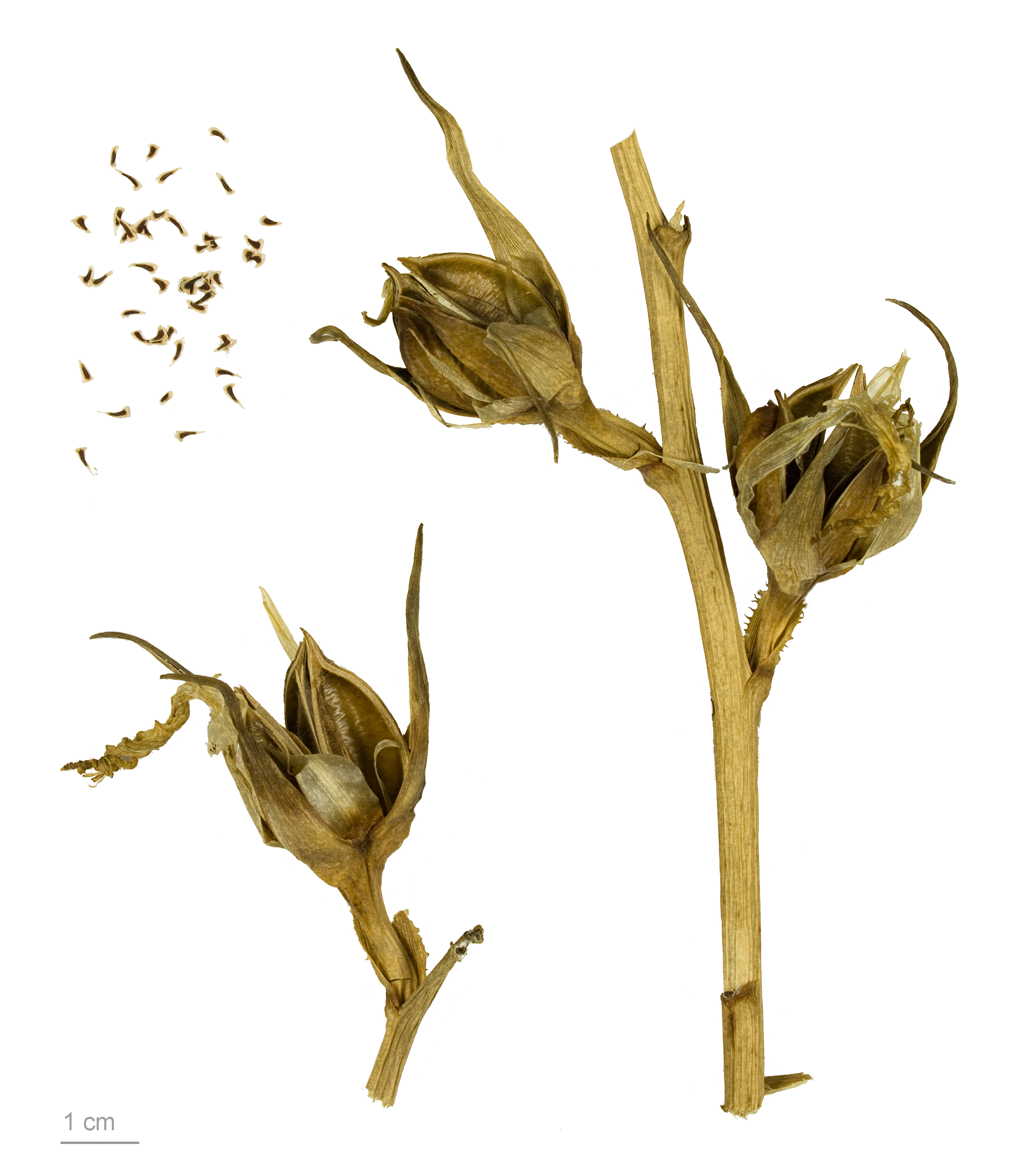
Agave attenuata.

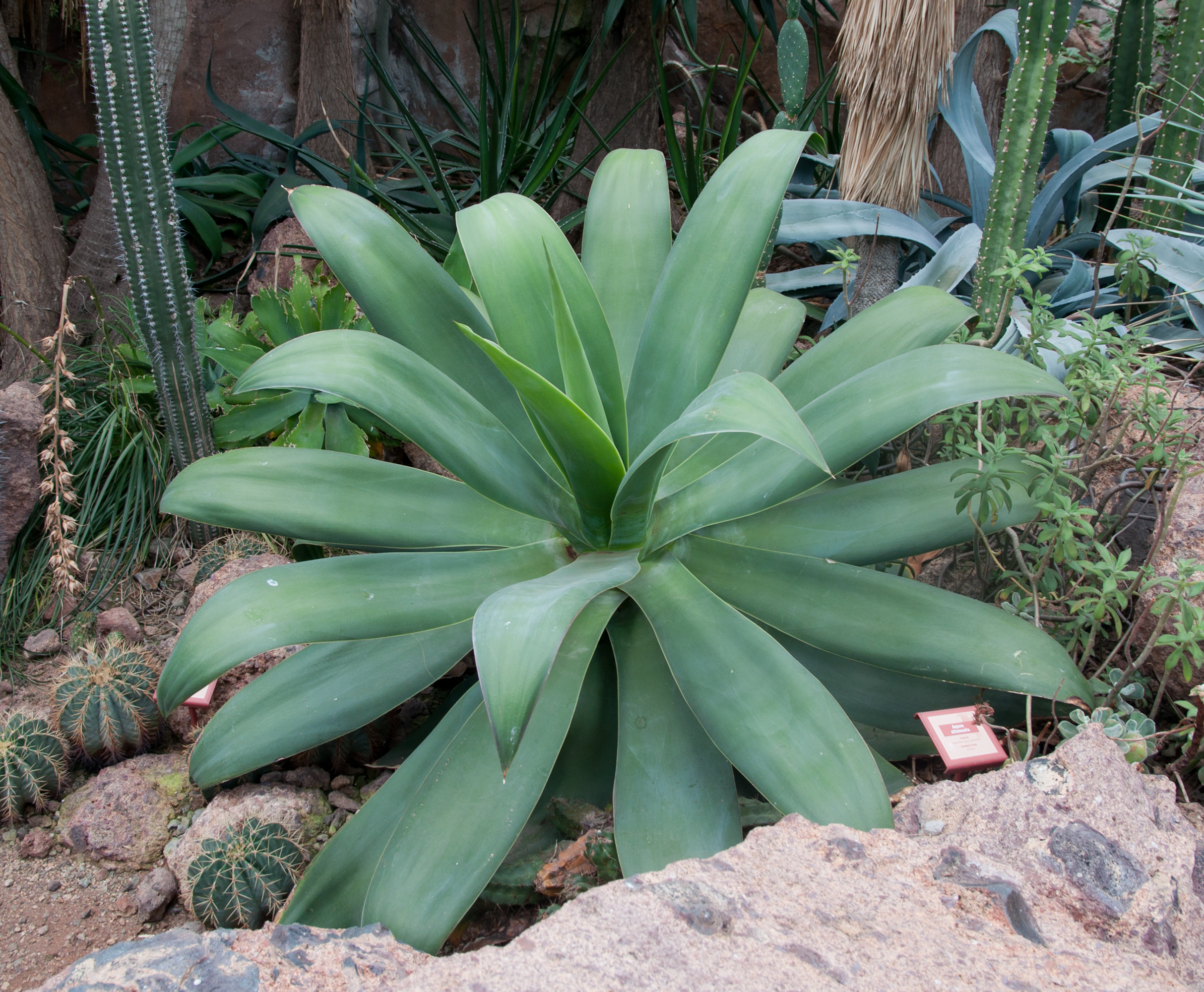
Vista de la planta.

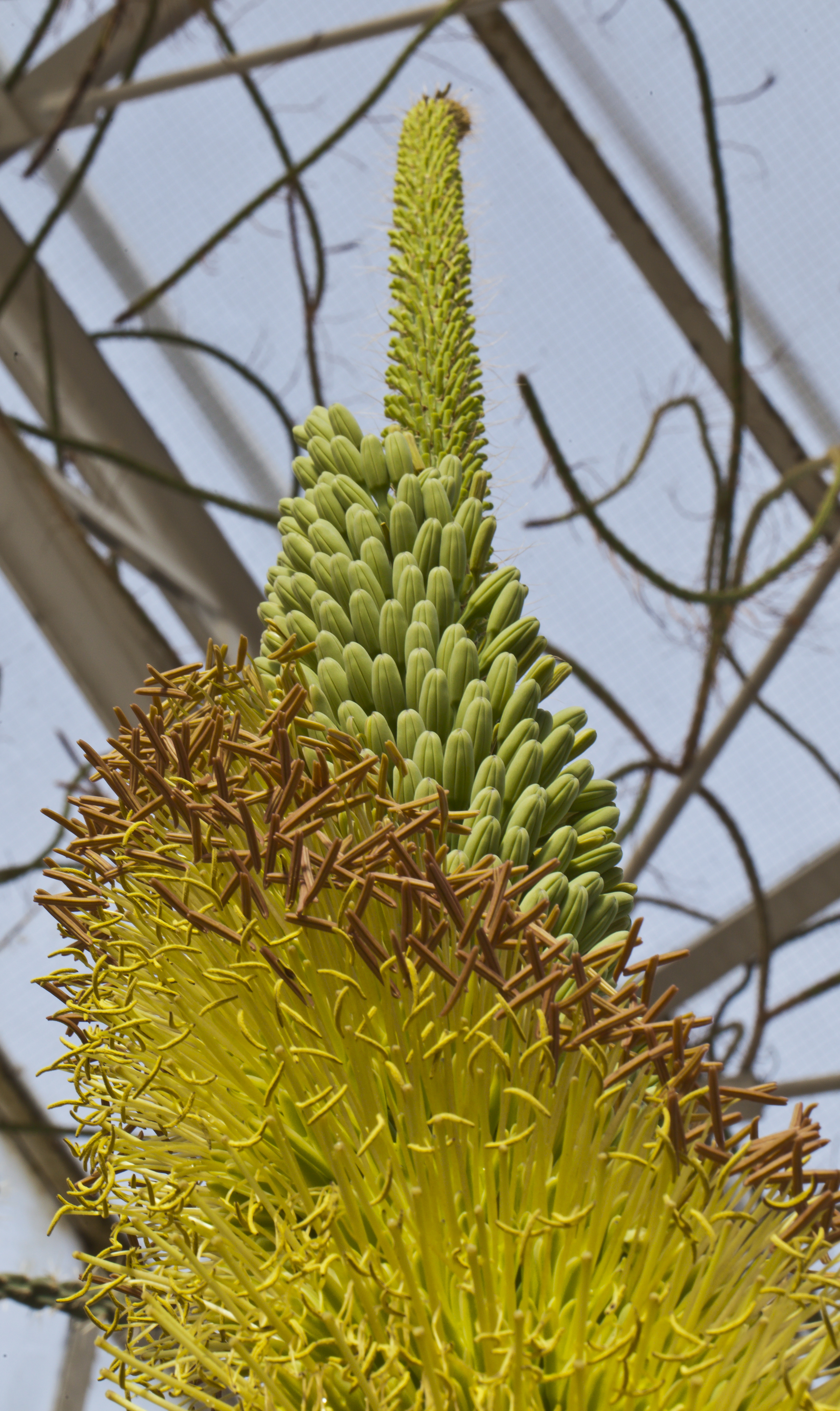
Ejemplar de 3 metros de altura visto desde la base.

Agave attenuata, comúnmente llamada ágave atenuado, ágave del dragón o cuello de cisne, es una especie suculenta perteneciente a la familia de las agaváceas. Un espécimen silvestre de esta especie fue enviado a los Jardines Botánicos de Kew (Inglaterra) por el explorador Galeotti en 1834, desde un lugar sin especificar del centro de México. Estudios recientes lo han localizado en Jalisco, al este del Estado de México, en pequeñas colinas con alturas de 1,900 a 2,500 m s. n. m. No obstante, se han hallado muy pocos ejemplares, por lo que se considera que es un ágave muy raro en estado silvestre.

## Descripción
Sus tallos alcanzan los  50 a 150 cm de longitud, finalmente sus hojas viejas caen dejándolo desnudo y visible. Las hojas son ovadas, acuminadas de 70 cm de longitud y  12-16 cm de ancho, de color gris a amarillo-verdoso, pálidas y sin espinas. La inflorescencia es un racimo denso de 2,5 a 3 metros de altura, con flores de color amarillo-verdoso.

## Taxonomía
Agave attenuata fue descrito por Joseph de Salm-Reifferscheidt-Dyck  y publicado en Hortus Dyckensis ou Catalogue des Plantes … 7: 303. 1834.
Etimología
Agave: nombre genérico que fue dado a conocer científicamente en 1753 por el naturalista sueco Carlos Linneo, quien lo tomó del griego Agavos. En la mitología griega, Ágave era una ménade hija de Cadmo, rey de Tebas que, al frente de una muchedumbre de bacantes, asesinó a su hijo Penteo, sucesor de Cadmo en el trono. La palabra agave alude, pues, a algo admirable o noble.
attenuata: epíteto latino que significa "débil".
Sinonimia
- Agave cernua Berger 1915
- Agave glaucescens Hook. 1862
- Agave pruinosa Lem. ex Jacobi 1865
- Agave attenuata var. serrulata A.Terracc.
- Agave cernua var. serrulata (A.Terracc.) A.Berger
- Agave debaryana Jacobi
- Agave dentata Baker
- Agave kellockii Jacobi[4][5][6]

## Usos
Es muy popular como planta ornamental.